# Erich Schneider (Fußballspieler)
Erich Schneider (* 6. November 1952 in Feldbach) ist ein österreichischer Manager und Fußballspieler.
Nach Absolvierung der Handelsakademie und des Betriebswirtschaftsstudiums war Schneider 25 Jahre bei der Schuhhandelskette Stiefelkönig in Graz, davon 15 Jahre als kaufmännischer Geschäftsführer, tätig. Anschließend war er 14 Jahre Vorstand beim steirischen Edelstahlhersteller Breitenfeld AG.
Als Fußballspieler begann er in Feldbach, von wo er als Landesligaspieler im Jahr 1975 vom Grazer AK verpflichtet wurde. Dort spielte er während seines Studiums von 1975 bis 1979 für vier Jahre in der obersten österreichischen Liga. Seine aktive Karriere beendete er 1984 beim Eggenberger SK in der steirischen Landesliga.
Seit 1991 engagiert sich Schneider beim Club Steiermark, einem Verein ehemaliger Fußballer für karitative Zwecke.
Schneider ist mit einer Medizinerin verheiratet und hat eine erwachsene Tochter.